# کیت سوم

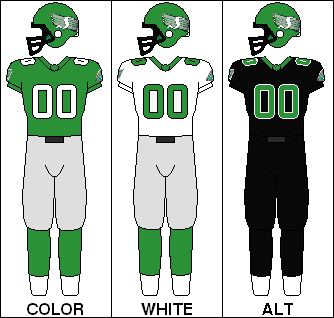
نمایی از کیت اول، دوم و سوم در یک تیم راگبی

تیم‌های فوتبال در هر فصل معمولاً یک کیت سوم یا پوشاک سوم دارند که بیشتر برای بازی‌های ویژه از آنان بهره می‌برند. بازی‌هایی که ممکن است در آنان، پوشاک اول و دوم تیم‌ها، همانند هم باشند و جداسازی آنان از هم (با توجه به نزدیکی رنگ‌ها) به آسانی ممکن نباشد.
کیت‌های جایگزین اضافی یا کیت‌های چهارم و پنجم معمولاً مورد استفاده قرار نمی‌گیرند، اما گاهی زمانی که سایر کیت‌های تیم‌ها باعث تضاد رنگی می‌شوند، یا استفاده از کیت‌ها در دسترس نیست، مورد نیاز است. در مواردی که تیم‌ها بیش از سه کیت در یک فصل به تن کرده‌اند، کیت‌های اضافی معمولاً از فصل‌های قبل بازیافت می‌شدند.